# (4902) Thessandrus
(4902) Thessandrus ist ein Asteroid aus der Gruppe der Jupiter-Trojaner. Damit werden Asteroiden bezeichnet, die auf den Lagrange-Punkten auf der Bahn des Jupiter um die Sonne laufen. (4902) Thessandrus wurde am 9. Januar 1989 von der US-amerikanischen Astronomin Carolyn Shoemaker entdeckt. Er ist dem Lagrangepunkt L4 zugeordnet. 
Der Name ist abgeleitet von Thersandros, einem griechischen Kämpfer im Trojanischen Krieg.